# Rafał Skalski
Rafał Skalski (ur. 8 września 1985 w Warszawie) – polski reżyser filmowy, dokumentalista. Absolwent reżyserii filmowej i telewizyjnej w PWSFTViT w Łodzi.
W wieku 12 lat zaczął działać w amatorskim ruchu filmowym. Uczęszczał do Amatorskiego Klubu Filmowego SAWA, współpracował także z Ośrodkiem Działań Artystycznych Dorożkarnia.
W latach 2004–2009 student wydziału reżyserii filmowej i telewizyjnej PWSFTViT w Łodzi.
W 2007 roku zadebiutował w dokumencie filmem „52 procent”, który otrzymał Złotego Lajkonika w konkursie krajowym Krakowskiego Festiwalu Filmowego w 2007 roku. Od tamtego czasu „52 procent” był pokazywany i nagradzany na kilkudziesięciu festiwalach krajowych i międzynarodowych.
Kolejne filmy dokumentalne – „Dziewczyny” (TVP 2010) oraz „Kochankowie” (HBO 2009) kontynuowały objazd po festiwalach.
Ostatni dokument, „Mnich z morza” miał międzynarodową premierę na 69. Międzynarodowym Festiwalu w Locarno w ramach Tygodnia Krytyki.

## Filmografia
- 2022 Noc w przedszkolu - czarna komedia, Netflix
- 2019 Rekruci – serial dokumentalny
- 2016 Mnich z morza[3] – dokument pełnometrażowy, CENTRALA, MOSQUITO FILMS
- 2016 Życie na podium[4] – seria sześciu portretów dokumentalnych, CANAL+ DISCOVERY, DELORD
- 2014 Portrety Wojenne: Zdzisław Pacak-Kuźmirski[5] – dokument fabularyzowany, jeden odcinek w ramach serii dokumentalnej,  SHIPsBOY, TVP, Filmoteka Narodowa
- 2010 Zagraj ze mną[6] – fabuła zrealizowana w ramach programu „30 minut"[7], Studio Munka, TVP, TPS Film Studio
- 2010 Dziewczyny – dokument, METRO FILMS, TVP
- 2009 Kochankowie[8] – dokument, HBO
- 2008 Żeby nie było niczego – etiuda fabularna, PWSFTViT
- 2007 52 procent[9] – dokument (debiut), EUREKA MEDIA, PWSFTViT, TVP Kultura
- 2006 Pociąg dla dwojga – etiuda fabularna, PWSFTViT
- 2005 Małe mądrości – etiuda dokumentalna, PWSFTViT
- 2003 Bez cienia – etiuda fabularna
- 2002 Wybór – etiuda fabularna

## Nagrody (wybór)
- 2007 Grand Prix „Złoty Lajkonik" za film „52 procent” – Krakowski Festiwal Filmowy, Kraków
- 2007 Nagroda Prezesa TVP dla najlepszego filmu dokumentalnego za film „52 procent” – Krakowski Festiwal Filmowy, Kraków
- 2007 Srebrny Dinozaur za film „52 procent” – Międzynarodowy Festiwal Filmowy „Etiuda & Anime”, Kraków
- 2007 II Nagroda za film „52 procent” – MediaSchool, Łódź
- 2007 Grand Prix za film „52 procent” – Krakowski Festiwal Filmów Niezależnych KRAKFFA, Kraków
- 2008 Nagroda Główna dla najlepszego filmu krótkometrażowego za film „52 procent” – Festiwal Punto de Vista, Pampeluna
- 2008 Grand Prix "Brama Wolności" za film „52 procent” – Międzynarodowy Festiwal Filmów Dokumentalnych „Godność i Praca”, Gdańsk
- 2008 Złota Kanewka za film „52 procent” – KAN 2008, Wrocław
- 2008 OFFSCAR za najlepszy film dokumentalny ("52 procent”)
- 2008 Najlepszy Krótkometrażowy Dokument za film „52 procent” – Message to Man 2008, Petersburg
- 2009 Najlepszy Film Studencki za film „52 procent” – Estoril Film Festival 2009, Estoril
- 2010 Najlepszy Krótkometrażowy Dokument za film „52 procent” – DOXA Film Festival 2010, Vancouver
- 2016 Grand Prix za najlepszy polski film za film „Mnich z morza” – HumanDoc 2016, Warszawa